# Sonic Jump
Sonic Jump (ソニックジャンプ?, Sonikku Janpu) è un videogioco a piattaforme sviluppato da Sega Mobile e pubblicato da SEGA per i telefoni cellulari il 21 febbraio 2005 in Giappone e nel corso del 2007 nel resto del mondo. Un remake, che funge da reboot, ad opera di Hardlight fu distribuito per i dispositivi avanti come sistema operativo iOS il 18 ottobre 2012 e Android il 21 dicembre dello stesso anno.
Nel maggio 2008 uscì un sequel dell'originale intitolato Sonic Jump 2 reso disponibile sempre i telefoni cellulari mentre nel luglio 2014 fu distribuito un seguito del remake, Sonic Jump Fever, reso disponibile per i sistemi iOS e Android.

## Trama
La trama cambia a seconda della versione giocata.

### Originale (2005)
Un mattino, Sonic viene contattato dal suo migliore amico Tails che lo avverte che il Dr. Eggman è entrato in possesso di uno Smeraldo del Caos che vuole sfruttarlo per un motivo sconosciuto ma sicuramente maligno, dopodiché il segnale di comunicazione diventa instabile e la volpe gialla chiede al porcospino blu di venire al suo centro di ricerche ma il protagonista arriva troppo tardi e lo scienziato pazzo rapisce Tails e scappa a bordo di un elicottero. Dopo aver salvato Tails, i due si recheranno ad Angel Island da Knuckles per farsi aiutare nella ricerca dei restanti smeraldi. Così spetta nuovamente a Sonic fermare Eggman nel portare a compimento un altro malvagio piano.

### Remake (2012)
Il Dr. Eggman rapisce gli amici animali e li rinchiude all'interno di alcune gabbie, dopo averli caricati sulla sua Egg Mobile vola via con quest'ultimi nel cielo. Quando uno dei personaggi giocabili si accorgerà del rapimento, questi partirà all'inseguimento del dottore per liberare gli ostaggi dalla loro prigionia.

## Modalità di gioco
Sonic Jump a differenza degli altri titoli della serie Sonic the Hedgehog che vedono il personaggio giocante correre lungo un livello, in questo titolo il giocatore dovrà far saltare orizzontalmente Sonic su varie piattaforme dirette verso l'alto. Il giocatore prende il controllo del porcospino blu, il quale salterà continuamente sul posto in modo automatico, e bisognerà muoverlo tramite le frecce direzionali del telefono cellulare. Gli sprite impiegati per Sonic sono i medesimi utilizzati in Sonic Advance, tuttavia nella schermata del titolo presenta gli occhi blu benché nella maggior parte dei capitoli della saga siano verdi. Lo stesso errore è stato fatto in un altro titolo per cellulari, Sonic Dash Quiz.
Nelle riedizione del 2012 le caratteristiche di base sono le medesime tranne per il fatto che per muovere il personaggio scelto, si dovrà ruotare il proprio dispositivo a sinistra o destra, inoltre si potrà anche eseguire un doppio salto tramite il giusto tempismo nel tocco del touch screen. I Rings possono essere raccolti durante l'attraversamento del livello ed una volta ottenuti a sufficienza possono essere utilizzati per acquistare vari contenuti, quali oggetti, potenziamenti o personaggi aggiuntivi. Il giocatore può anche salire di livello soddisfacendo determinati requisiti in ogni area; l'aumento di livello servirà a sua volta per accedere ad altri elementi da acquistare.
Il gioco offre due modalità di gioco; Storia, dove sono presenti livelli che hanno una meta finale, ed Arcade, la quale invece ha dei livelli casuali che dureranno all'infinito, dove l'obiettivo sarà quello di arrivare il più lontano possibile per stabilire un nuovo record.

### Personaggi
| Personaggio | Abilità                        | Descrizione                                                                              |
| ----------- | ------------------------------ | ---------------------------------------------------------------------------------------- |
| Sonic       | Nessuna                        | \                                                                                        |
| Tails       | Volo bicoda                    | Tails plana dolcemente verso il basso dopo ogni salto                                    |
| Knuckles    | Montante                       | Knuckles esegue un doppio salto più veloce e più alto di quello degli altri personaggi   |
| Amy Rose    | Martello Piko Piko/salti lenti | Roteando il martello nel doppio salto, Amy attacca più facilmente i nemici intorno a lei |
| Blaze       | Spirale infuocata              | Ha la stessa funzione degli attacchi base degli altri personaggi, cambia solo l'aspetto  |
| Rouge       | Volare\salti lenti             | Svolazzando dopo un doppio salto, Rouge rimarrà leggermente sospesa in aria              |
| Silver      | Levitazione                    | Silver rimane sospeso in aria dopo un doppio salto come Rouge, ma è più rapido           |
| Shadow      | Sconosciuta                    |                                                                                          |
| Cream       | Sconosciuta                    |                                                                                          |
| Vector      | Sconosciuta                    |                                                                                          |

Nella versione originale Sonic era l'unico personaggio giocabile benché comparissero Tails e Knuckles in alcuni dialoghi posti tra i vari livelli e non erano presenti abilità particolari, al contrario, nel remake furono aggiunte delle abilità speciali diversificate per ogni personaggio (tranne per il porcospino blu e Blaze che rimangono con quelle base). Oltre a Sonic possono essere sbloccati anche gli stessi Tails e Knuckles (precedentemente ingiocabili), Amy, Blaze, Rouge e Silver.
Alcuni fan russi tramite l'hacking del gioco scoprirono l'esistenza di tre ulteriori personaggi sbloccabili, ovvero: Shadow, Cream e Vector, i quali sono tuttavia rimasti inediti dato che i successivi aggiornamenti del titolo non hanno portato allo sblocco di quest'ultimi.

## Sviluppo
La versione originale sviluppata da Sega Mobile fu distribuita nel 2005 per i telefoni cellulari T-Mobile e presentava solamente sei livelli.
La nuova versione del gioco fu annunciata per la prima volta da SEGA il 5 ottobre 2012 e l'uscita è avvenuta due settimane dopo, il 18 dello stesso mese. Il primo aggiornamento, contenente la zona Blue Sky Zone composta da dodici nuovi livelli ed Amy Rose come personaggio giocabile venne pubblicato il 26 novembre 2012. Sempre nello stesso fu inclusa anche la modalità Sfida Globale, che raggruppa i record ottenuti dai giocatori a livello mondiale con l'obiettivo finale di eguagliare la distanza equivalente tra Terra e la Luna. Completando con successo la sfida globale, sarebbe stata resa disponibile Blaze the Cat. Un ulteriore aggiornamento uscì il 19 dicembre 2012, il quale aggiunse Rouge the Bat e Silver the Hedgehog nella rosa dei personaggi e furono sostituiti tutti i sesti livelli presenti in ogni zona con una sfida contro un boss.
Sonic Jump fu reso disponibile anche per Android il 21 dicembre 2012.
Durante l'inverno 2012, più precisamente nel periodo natalizio, il gioco divenne scaricabile gratuitamente per due settimane.

## Accoglienza
| Testata                            | Versione | Giudizio |
| ---------------------------------- | -------- | -------- |
| GameRankings (media al 09-12-2019) | iOS      | 72.90%   |
| Metacritic (media al 17-03-2020)   | iOS      | 77/100   |
| IGN                                | Cell     | 5/10     |
| IGN                                | iOS      | 7.5/10   |
| Pocket Gamer                       | iOS      | 8/10     |
| Slide to Play                      | iOS      | 4/4      |

La versione originale del 2005 ottenne recensioni poco positive, IGN assegnò un 5 su 10, affermando che il gioco è "non coinvolgente, "noioso", e che i controlli sembrano pigri e occasionalmente imprecisi".
Il remake del 2012 ha ricevuto recensioni per la maggior parte positive da parte della critica. Pocket Gamer diede al gioco un 8 su 10, lodandolo per essere un "... duro, divertente platform verticale che ha abbastanza riferimenti e ritocchi stilistici per farlo risaltare dalla massa". Slide to Play assegnò un 4 su 4 di voto "Must Play", apprezzando specialmente il valore del gioco per gli aggiornamenti gratuiti, affermando "Dodici nuovi livelli e un nuovo personaggio giocabile aggiungono un bel contenuto, e siamo lieti di vedere questo gioco eccellente ottenere l'amore continuo dagli sviluppatori. Dicono anche che pubblicizzeranno un altro aggiornamento imminente nel gioco, e non vediamo l'ora di giocare anche a questo. Sonic Jump rimane un grande acquisto".
IGN lo rivalutò con un 7.5 su 10, apprezzandolo per la "qualità della presentazione e la solida sfida" e che "la difficoltà sale a un ritmo sorprendentemente veloce... come l'equivalente Super Meat Boy", ma criticò l'approccio di SEGA con gli elementi da acquistare, affermando che ci si impiega troppo tempo per sbloccare qualcosa da soli e che comprare gli elementi rovina l'aspetto competitivo delle classifiche. Il gioco ha ricevuto anche diversi paragoni con un altro titolo simile, Doodle Jump, benché quest'ultimo sia uscito quattro anni dopo il Sonic Jump originale.
Al marzo 2013, la versione per iOS ha venduto oltre 8.8 milioni di download in Nord America ed in Europa dopo cinque mesi dall'uscita.

## Sequel
Un sequel di Sonic Jump, intitolato Sonic Jump 2 uscì nel maggio 2008 per telefoni cellulari.
Il remake ha ricevuto a sua volta un seguito, Sonic Jump Fever, uscito per iOS e Android a livello internazionale il 10 luglio 2014.